# Admestina tibialis
Admestina tibialis là một loài nhện trong họ Salticidae.
Loài này thuộc chi Admestina. Admestina tibialis được Carl Ludwig Koch miêu tả năm 1846.